# Chrysocharodes rotundiventris
Chrysocharodes rotundiventris är en stekelart som beskrevs av De Santis 1990. Chrysocharodes rotundiventris ingår i släktet Chrysocharodes och familjen finglanssteklar. Inga underarter finns listade i Catalogue of Life.